# Laboe
Laboe, ídem en baix alemany, és un municipi i balneari al districte de Plön, a Slesvig-Holstein, Alemanya, al marge oriental del Kieler Förde un braç del mar Bàltic a uns 10 km al nord-est de la ciutat de Kiel. A més de la platja arrenosa de vint quilòmetres, el Monument de la Marina així com el submarí U-995 són dos dels monuments més destacats del municipi.

## Història
El 1226 el monestir de Preetz va adquirir la zona entre els rius Köhner Mühlbach i l'Hagener Au i el bosc adjacent, el que explica el nom de Probstei (prebosteria). El 1240 és descrit com un típic poble rotund: unes masies a l'entorn d'una plaça circular. Probablement ja hi havia un assentament de pescodors de wends, anomenat Lubodne (eslau per a Lloc de cignes), el cigne que es troba a l'escut del municipi. Al temps el nom va evolucionar vers Laboe. El 1643 durant una batalla entre els danesos i els suecs, el poble va ser incendiat.
Des de la segona meitat del segle xix, a poc a poc va desenvolupar-se el turisme i el poble rural va transformar-se en lloc balneari i de vil·legiatura per als ciutadans benestants de la ciutat de Kiel. El 1850 va construir-se el port, que va tenir un paper important en l'exportació de la producció de les masies de la Prebosteria. També tenia una funció militar per al transport dels materials per a fortificar la línia de la costa. Després de la Primera Guerra Mundial, el port va perdre el seu paper econòmic. Va ser transformat eixamplat d'un port esportiu per als velers dels Jocs Olímpics d'estiu de 1936. Durant el nazisme (1933-1945), Laboe era integrat en la xarxa de llocs d'estiueig per l'organització del partit nazi Kraft durch Freude (Força per l'Alegria).
El 2008 el municipi que era independent fins aleshores va integrar-se en l'amt Probstei (prebosteria), junts amb els municipis de Schönberg i Stoltenberg.

## Llocs d'interès
- La platja
- El port
- La Torre de la marina, monument a les víctimes dels combats marítims de totes les nacions
- El submarí U995
- El moli a vent

Galeria

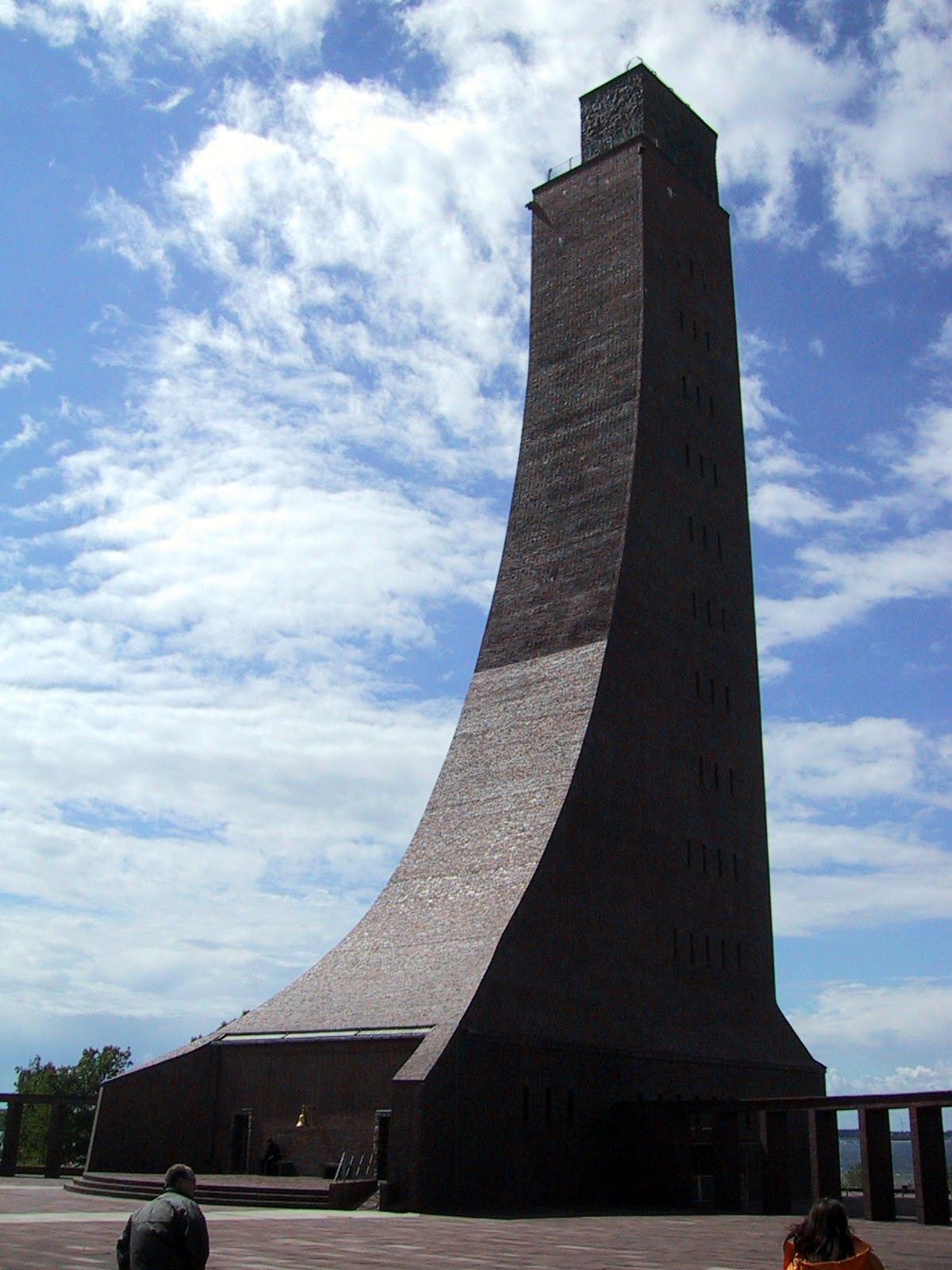
El monument a les víctimes dels combats i accidents marítims
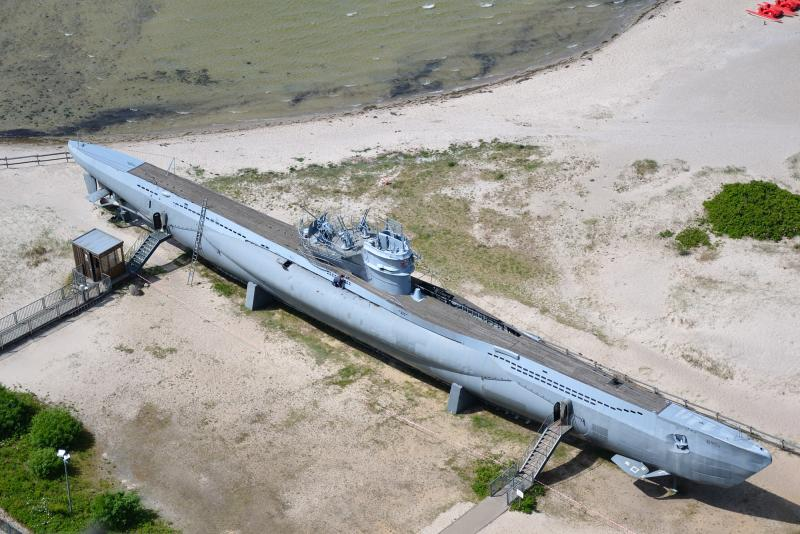
El submarí U995
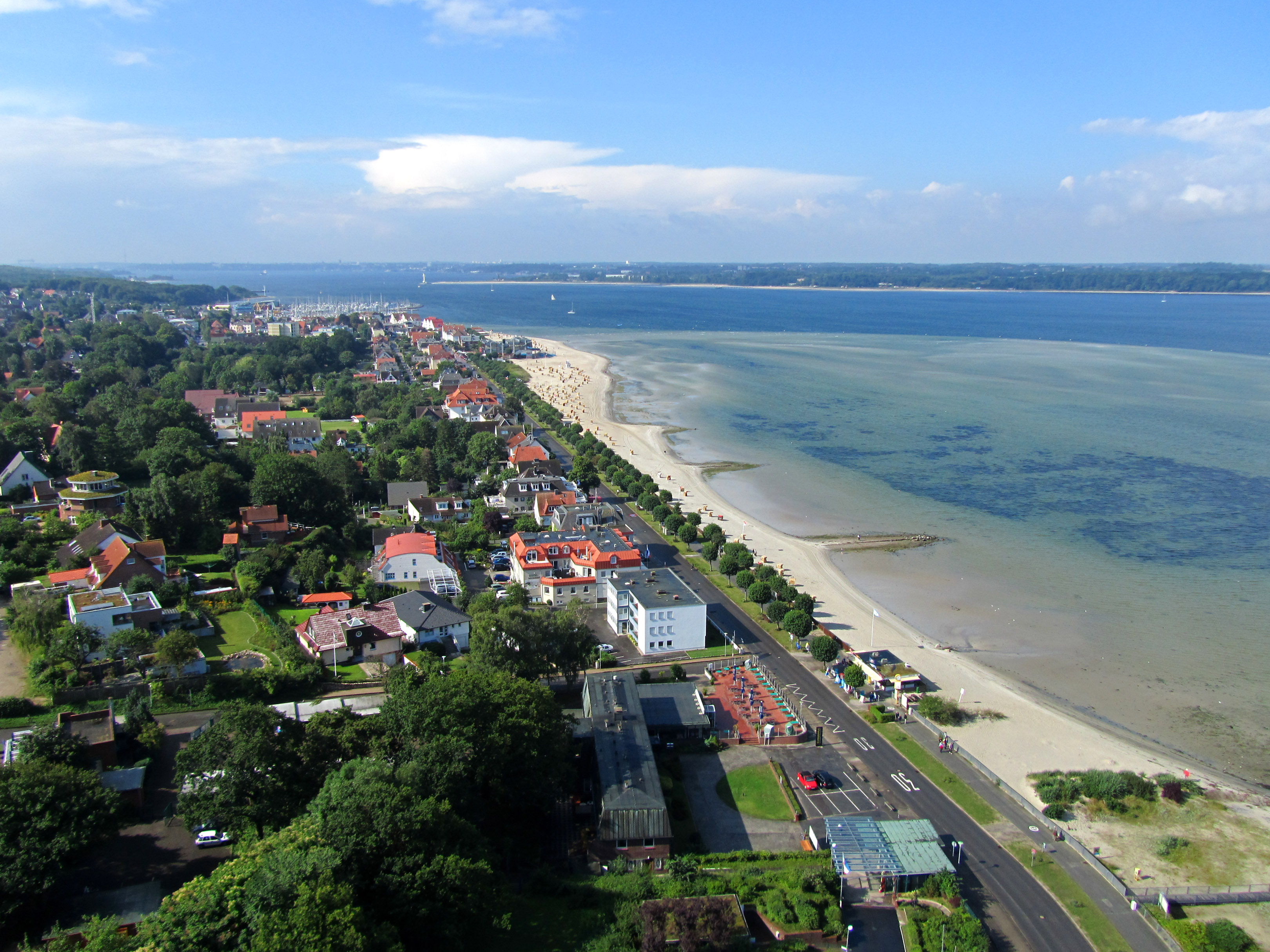
Laboe al braç de mar Kieler Förde

## Persones
- Peter Plett (1766-1823) que va descobrir la manera de vacunar contra la verola era mestre a Laboe de 1796 a 1808
- Wilhelm Sprott (1883-1953), activista cívic, ciutadà honorari
- Robert Schmidt-Hamburg (1885-1963), pintor